# Spoorlijn 80
Spoorlijn 80 was een Belgische spoorlijn die Blaton met Bernissart verbond. De korte enkelsporige lijn was 4,2 km lang.

## Geschiedenis
Op 15 november 1876 werd de spoorlijn officieel geopend door de Belgische staat. Reizigersverkeer werd opgeheven op 28 september 1963 en goederenverkeer werd opgeheven in 1976, daarna werd de lijn nog sporadisch bereden en totdat deze werd opgebroken in 1979. De lijn heeft ook nog het lijnnummer 78A gehad
In het voormalige station Bernissart vertrokken drie industrieaansluitingen:
- twee naar de beide mijnzetels van Bernissart, fosse Sainte-Barbe (waar de Iguanodons zijn gevonden) en de fosse Sainte-Catherine.
- een naar de fosse Louis Lambert in Hensies-Pommerœul, met een aftakking naar de fosse Sartis.

## Aansluitingen
In de volgende plaats was er een aansluiting op de volgende spoorlijnen:
Blaton
Spoorlijn 78 tussen Saint-Ghislain en Doornik
Spoorlijn 79 tussen Blaton en Quevaucamps
Spoorlijn 81 tussen Blaton en Aat